# Lim Hyo-jun
Lim Hyo-jun (Daegu, 29 maggio 1996) è un pattinatore di short track sudcoreano naturalizzato cinese.

## Palmarès

### Olimpiadi
- 2 medaglie:
  - 1 oro (1500 m a Pyeongchang 2018);
  - 1 bronzo (500 m a Pyeongchang 2018).

### Mondiali
- 13 medaglie:
  - 10 ori (staffetta 5000 m a Montréal 2018; classifica generale, 1000 m, 1500 m, 3000 m e staffetta 5000 m a Sofia 2019; staffetta 5000 m a Seul 2023; 500 m, staffetta 5000 m e staffetta 2000 m mista a Rotterdam 2024);
  - 3 argenti (1000 m e 1500 m a Montréal 2018; staffetta 2000 m mista a Seul 2023).

### Olimpiadi giovanili
- 2 medaglie:
  - 1 oro (1000 m a Innsbruck 2012);
  - 1 argento (500 m a Innsbruck 2012).